# Chilades contracta
Chilades contracta är en fjärilsart som beskrevs av Butler 1880. Chilades contracta ingår i släktet Chilades och familjen juvelvingar. Inga underarter finns listade i Catalogue of Life.

## Bildgalleri

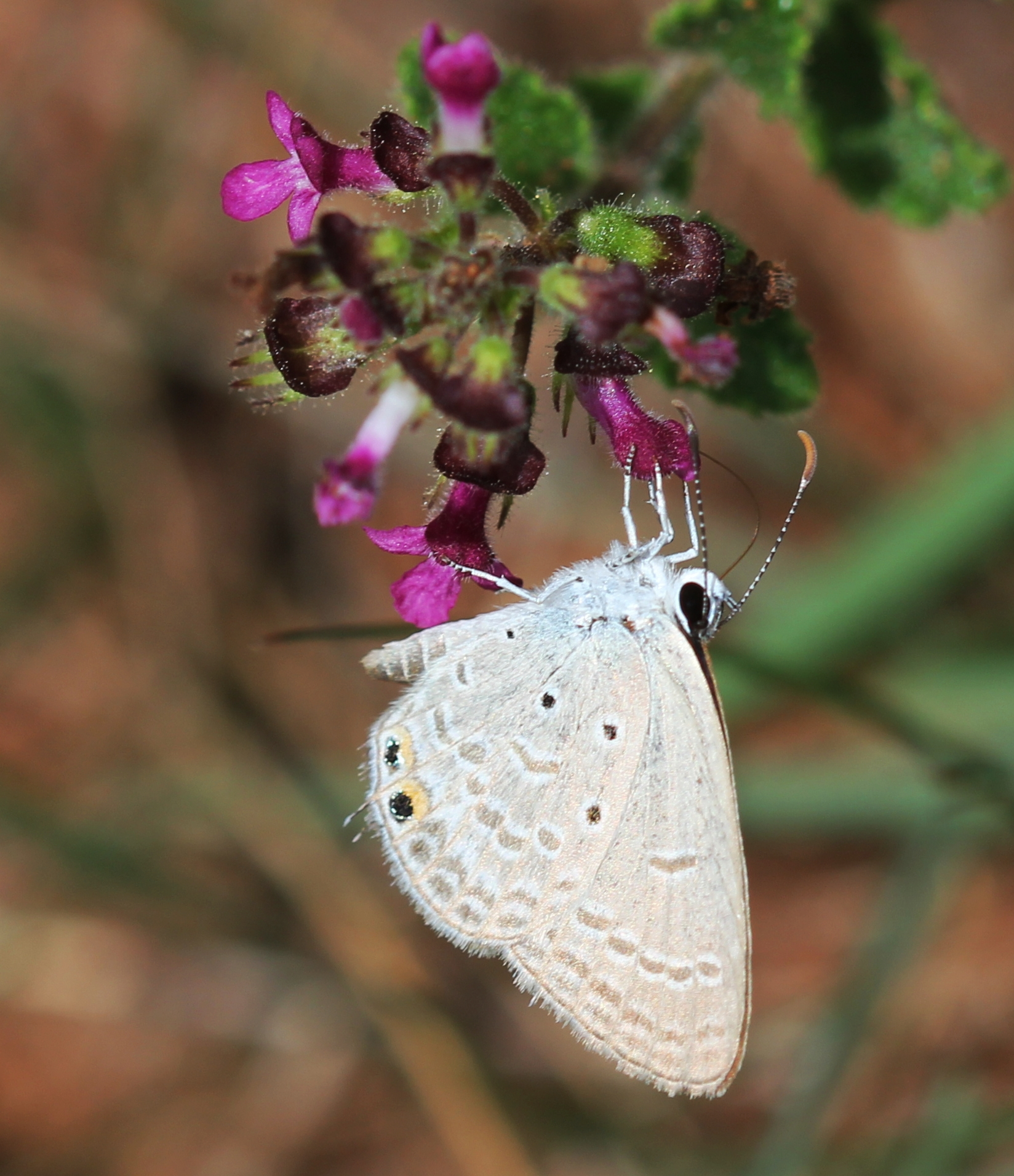
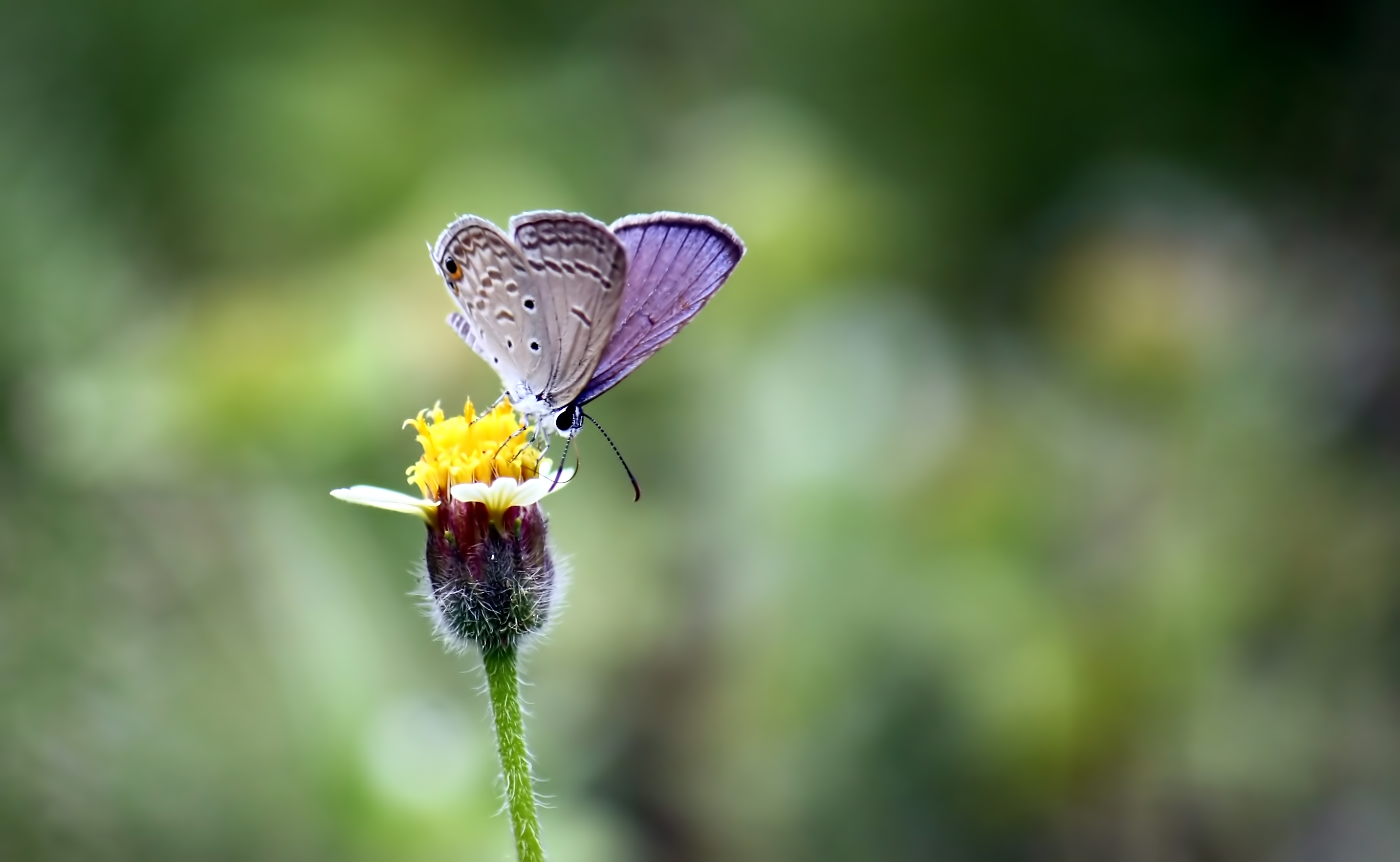